# Carmichaelia (svampar)
Carmichaelia är ett släkte av svampar. Carmichaelia ingår i divisionen sporsäcksvampar och riket svampar.